# Рекламное сообщение
Рекламное сообщение — это  информация, которую старается донести фирма-производитель к потребителям, которые пользуются её товарами или услугами. Главная задача рекламного сообщения — призвать клиента купить рекламируемый продукт.

## Описание
Физиологическая реакция потребителя на рекламные сообщения измеряется при помощи лабораторных тестов. Для проведения таких текстов нужна соответствующая аппаратура, которая способна определить, насколько рекламное сообщение может привлечь внимание потенциального покупателя. Таким образом происходит оценка воздействия рекламного сообщения на аудиторию, которая является целевой. По результатам таких исследований выбираются те рекламные сообщения, которые производили наиболее сильный эффект и затем уже организовывается рекламная кампания.
Когда рекламная кампания окончена, оценивается общий коммуникативный эффект. Среди основных показателей коммуникативного эффекта — способность правильно произвести рекламное сообщение и узнаваемость сообщения во время его демонстрации.
Рекламное сообщение не ограничивается одной информацией о товаре. В объявлении можно выделить специальное предложение и сделать призыв к действию.
Один из способов привлечения интереса к рекламе — это языковая игра, которая заключается в нарушении языковых норм, правил, по которым строится речевое общение, для того, чтобы придать словам больше выражения.
В рекламном сообщении игровые приемы используются для привлечения внимания, для того, чтобы обойти критику, как способ компрессии смысла. Есть графические игровые техники, фонетические игровые техники, могут быть использованы каламбуры. В некоторых рекламных сообщениях преднамеренно используются орфографические ошибки, например слова могут оканчиваться на одни и те же буквы. Такое сообщение может быть коротким, но не менее информативным.
Часто рекламные сообщения переводятся с одного языка на другой. Но не всегда во время перевода рекламного сообщения на другой язык, можно сделать его таким же ярким и интересным для потребителей, как и его оригинал. Рекламное сообщение «Beans means Heinz» и «Drink a Pinta of Milk every Day» переводятся как «Бобы означают Хайнц» или «Пейте пинту молока каждый день». Поэтому создается новое сообщение, которое бы функционально соответствовало оригинальному. При переводе используются морфологические возможности языка, которые соответствуют приемам, использующимся в оригинальном сообщении.
Как правило, рекламное объявление состоит из завязки, слогана, информационного блока и дополнительной информации. Рекламное сообщение должно быть повторяющимся, понятным, достоверным, кратким, динамичным и оригинальным.
Рекламное сообщение может создаваться в визуальной, текстовой, символической формах. Каждое рекламное сообщение должно иметь четкую структуру и выстраиваться в соответствии с законами композиции. Рекламное сообщение несет позиционный эффект. Если рекламное сообщение напечатано на печатном листке, то его правая часть запоминается лучше чем та, что находится слева.
Мотивы рекламных сообщений можно поделить на несколько категорий. Есть социально-нравственные — мотив защиты животных, мотив защиты окружающей среды, мотив сострадания, мотив справедливости. Есть рациональные — мотив здоровья, мотив надежности, мотив гарантий, прибыльности. Также есть эмоциональные — мотив страха, дополнительных преимуществ.